# Fredrik Sundler

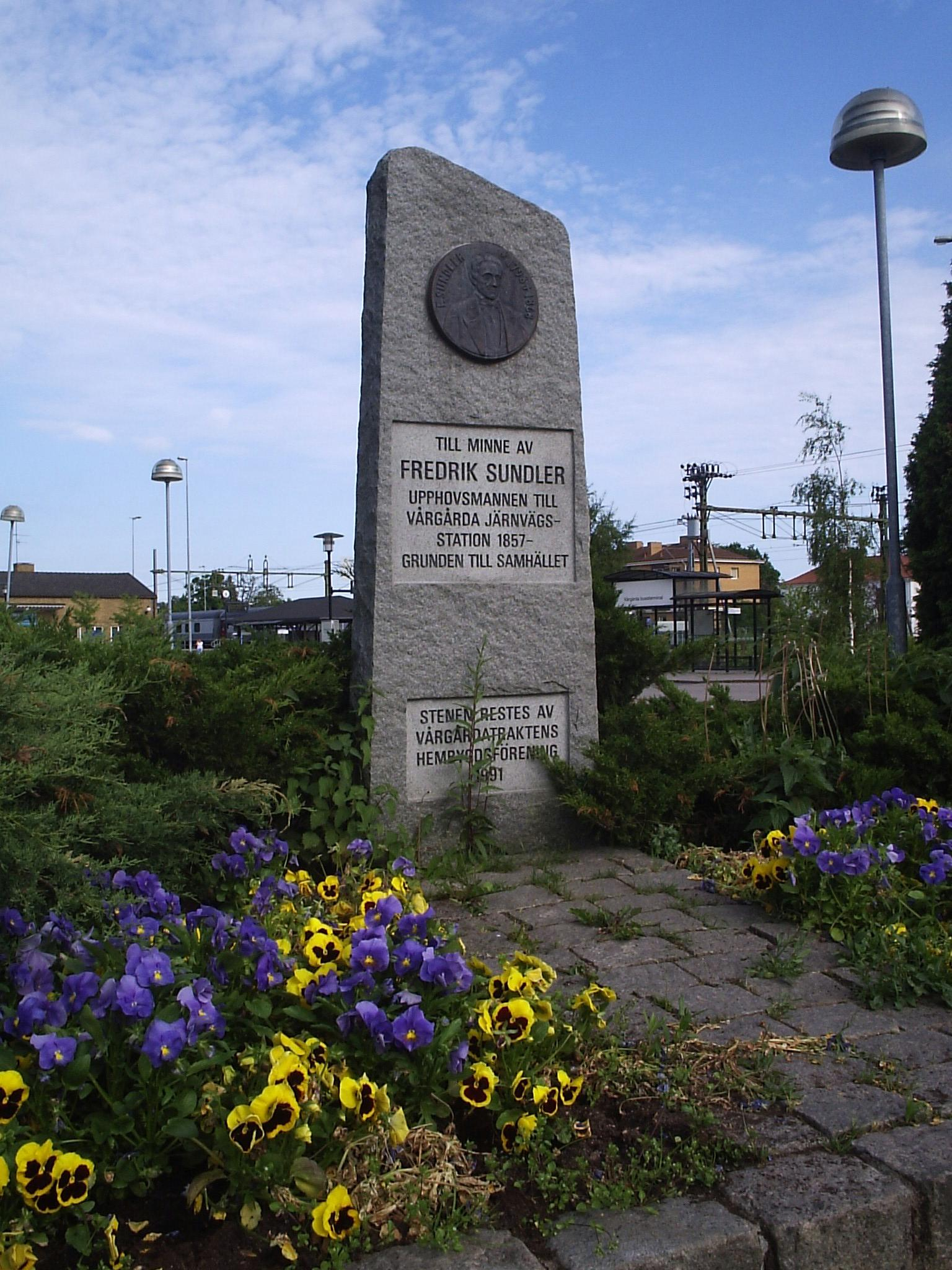
Fredrik Sundlers minnessten vid Järnvägsparken i Vårgårda.

Fredrik Sundler, född 2 november 1798 i Fänneslunda socken, död 21 september 1868 i Algutstorps församling, var en svensk ingenjör, järnvägsentreprenör, byggmästare (kyrkobyggare) och herrgårdsägare. Sundler ses som Vårgårdas grundare.
Sundler var förvaltare på faderns Fänneslunda säteri. 1824 gifte han sig med Agnes Hallin. 1827 köpte han Fänneslunda säteri. Han kom sedan att köpa tomter i Borås och bygga fastigheter och grundade Borås Weckoblad som senare blev Borås Tidning. 1835 sålde han Fänneslunda säteri. Under 1840-talet inledde han sin period som kyrkobyggare: Barne-Åsaka kyrka, Floby kyrka, Skölvene kyrka. Han var också riksdagsman för Borås, Ulricehamn och Vänersborg. 1852 byggde han väg mellan Malmö och Lund och 1852-1853 ledde han arbetet med att bygga om Stigbergsliden i Göteborg. 1849 inledde han sin karriär som järnvägsentreprenör då han var med och byggde järnvägen Fryksta-Klarälven (Frykstabanan).
Fredrik Sundler anlitades som järnvägsbyggare. Han beställde det första i Sverige byggda ånglokomotivet Förstlingen. 1840 köptes Wårgårda herrgård av Fredrik Sundler och den nuvarande huvudbyggnaden byggdes.  Sundler var den som såg till att Vårgårda station byggdes där samhället Vårgårda sedan kom att byggas. 1857 blev han stationsinspektor i Vårgårda och 1859 grundade han Vårgårdas bibliotek. I Vårgårda hade han ett antal poster i nämnder, bland annat som ordförande i kommunalnämnden. Han var också taxeringsman.Sundler ritade Nårunga kyrka. Han byggde stenbron över Nossan som stod klar 1842.